# Nainville-les-Roches
Nainville-les-Roches is een gemeente in het Franse departement Essonne (regio Île-de-France) en telt 502 inwoners (2004). De plaats maakt deel uit van het arrondissement Évry.

## Geografie
De oppervlakte van Nainville-les-Roches bedraagt 6,0 km², de bevolkingsdichtheid is 83,7 inwoners per km².
De onderstaande kaart toont de ligging van Nainville-les-Roches met de belangrijkste infrastructuur en aangrenzende gemeenten.

## Demografie
Onderstaande figuur toont het verloop van het inwonertal (bron: INSEE-tellingen).